# Писател
Писател e човек, който се занимава със създаването на писмени произведения, предназначени за обществена, а не лична употреба. Човек, който пише литературни текстове непрофесионално, в името на своя лична нужда, за която няма читатели и аудитория, се нарича графоман. За някои писатели това е професия и когато основната част от доходите им идва от писането на литературни произведения, те обикновено са наричани „професионални писатели“. Като синоними могат да се използват автор или литератор, макар значението им да не съвпада напълно със значението на думата. Така например автор има малко по-широк смисъл и се използва за предаване на юридическа отговорност.
Трябва да се отбележи също така, че понятието писател е нееднозначно в различните култури и различните епохи. Възможно е авторите на научни или журналистически статии също да бъдат наречени така, макар да е общоприето писатели да се наричат само авторите на художествена литература. Литературата е изкуство, което използва словото като инструмент, а писателят работи с този инструмент, за да го доведе до професионално и художествено ниво.
Писателите използват писменото слово, за да комуникират идеи. Те създават различни форми на литературно изкуство и творчество като романи, разкази, поезия, пиеси, вестникарски статии, сценарии, пътеписи или есета. Висококвалифицираните писатели са в състояние да използват език, който допринася съществено за обогатяване на културата на едно общество

## Видове писатели
Най-общо, според техните основни литературни жанрове, писателите са:
- прозаици или белетристи – писатели, пишещи в областта на прозата (белетристиката);
- поети – писатели, пишещи в областта на поезията;
- драматурзи – писатели, пишещи в областта на драматургията.

## Особености на писателската професия
Добрите писатели си служат умело с разнообразието и богатството на даден език, изграждат вълнуващи литературни образи и идеи, на които би могло да се припише национално и/или общочовешко значение. Един писател може да твори в различни литературни жанрове, включително (но не и ограничавайки се само до) поезия, проза, специализирана литература, журналистика и научни разработки. Често работата, извършена от писателите, се смята за част от културата на дадено общество, и се разглежда като изкуство, близко по културологичен смисъл до изобразителното изкуство (вж. живопис, скулптура, фотография), музиката, занаятчийството и сценичните изкуства (вж. драма, театър, опера, мюзикъл).

## Други дефиниции
Горните дефиниции за писател са безспорни, но на практика нещата не са така ясно определени. Съществували са и съществуват и други, различни дефиниции. По времето на социализма в България, писател е бил този, когото са приели за член на съюза на българските писатели. Като цяло обаче се счита, че писател е този, който е издал книга или публикувал свои произведения в сборници, издания и т.н. Но днес, за разлика от времето на социализма, няма държавен контрол върху печатниците и всеки може да заплати издаването на книгата си или да публикува свой текст в някое от многобройните издания, много от които не държат особено на качеството на литературния текст, или дори в Интернет, където публикуването е напълно свободно. Така че, доста графомани, но в някои случаи и неумели или не особено популярни писатели, имат издадени книги, които подаряват на близки и познати или имат публикувани свои творби тук и там. В този смисъл трудно е да се очертае границата между неумел или все още неизвестен писател, който все пак подхожда творчески и графоманът, който „бълва“ текстове.
Една друга дефиниция е, че писател е този, който е спечелил награда на някой литературен конкурс. Според други това е спорно, защото от спечелването на такава награда невинаги следва, че някой ще вложи пари, за да предложи награденото произведение като книга или под друга форма на пазара, както и че е възможно да не е спечелил този конкурс честно, или е под въпрос значението на този конкурс. В същото време критериите за
Също някои считат, че щом някой пише някакъв вид и някъде или дори за себе си литература, то той е писател. Ако читателите са малкобройни, но с висок литературен и критически вкус, пишещият е писател на „елитарна литература“, а не е графоман.
Проблемът с дефинирането на понятието „писател“ е по-дълбок и идва в известна степен от нееднозначното дефиниране на понятието литература.